# فيليب فرايز
فيليب فرايز هو سياسي ألماني، ولد في 9 أغسطس 1882 في مشرنيش في ألمانيا، وتوفي في 7 ديسمبر 1950 في كولونيا في ألمانيا. نشط حزبياً في الحزب الشيوعي في ألمانيا والحزب الديمقراطي الاجتماعي الألماني. وقد انتخب عضو مجلس الشورى الموحد بروسيا ‏ وانتخب عضو في الرايخستاغ في  جمهورية فايمار ‏ وانتخب عضو مجلس الشورى الموحد شمال الراين وستفاليا ‏.